# Gonimbrasia felderi
Gonimbrasia felderi är en fjärilsart som beskrevs av Rothschild 1895. Gonimbrasia felderi ingår i släktet Gonimbrasia och familjen påfågelsspinnare. Inga underarter finns listade i Catalogue of Life.